# Jatimulyo (Wedarijaksa)
Jatimulyo is een bestuurslaag in het regentschap Pati van de provincie Midden-Java, Indonesië. Jatimulyo telt 2209 inwoners (volkstelling 2010).